# Степан (кіт)
Кіт Степан — український кіт, що отримав світову популярність у соцмережах завдяки незворушному характеру. Має понад півтора мільйона підписників у TikTok та Instagram.

## Життєпис
Народився 2008 року в Харкові, власниця Степана Анна знайшла його маленьким кошеням. Відтоді він живе з нею. 2020 року, в період карантину, власниця зняла з котом перше відео і воно набрало кілька мільйонів переглядів. Відтоді вона викладає нові світлини та відео кота майже щодня, вигадуючи нові образи для Степана. Кіт має смугасте забарвлення.
У листопаді 2021 про кота написала Брітні Спірс. Публікація зібрала понад 1,1 млн вподобань та майже дев'ять тисяч коментарів. Раніше у своїх соцмережах про харківського кота згадували також модель Гейлі Бібер та акторка Діане Крюгер[джерело?].
2022 року, після початку повномасштабного вторгнення РФ до України, Степан із Анною евакуювалися до Польщі і, за допомоги Світової Асоціації Інфлюенсерів та Блогерів, знайшли прихисток у Франції.    
18 травня Степан отримав світову премію блогерів «World Influencers and Bloggers Awards 2022» та зробив спільне фото з відомим блогером Хабі Ламе[джерело?]. 
Станом на 28 березня, кіт Степан зібрав понад $10 тисяч для підтримки притулків та зоопарків України під час війни. Згодом також Став амбасадором проєкту Міністерства культури та інформаційної політики «Збережіть українську культуру».
2023 року Степан потрапив на обкладинку журналу Times Monaco. Видання опублікувало матеріал про кота та його господарку. На сторінках глянцю розповіли історію поїздки харизматичного кота до Європи, куди звірятко-блогер разом зі своєю хазяйкою був змушений виїхати з Харкова через безперервні обстріли російських окупантів[джерело?].